# Eta Delphini
Eta Delphini (η Delphini, förkortat Eta Del, η Del)  är en dubbelstjärna belägen i den mellersta delen av stjärnbilden Delfinen. Den har en skenbar magnitud på 5,38, är svagt synlig för blotta ögat där ljusföroreningar ej förekommer. Baserat på parallaxmätning inom Hipparcosuppdraget på ca 13,8 mas, beräknas den befinna sig på ett avstånd på ca 240 ljusår (ca 72 parsek) från solen. Stjärnan rör sig i riktning mot solen med en radiell hastighet av ca -25 km/s.

## Egenskaper
Primärstjärnan Eta Delphini A är en blå till vit underjättestjärna av spektralklass A3 IV:s med smala absorptionslinjer i dess spektrum. Den misstänks vara en kemiskt ovanlig stjärna som har fullgjort ca 64,3 ± 9,2 procent av dess väg på huvudserien. Stjärnan har en beräknad massa som är ca 2,1 gånger större än solens massa, en radie som är ca 2,2 gånger större än solens och utsänder från dess fotosfär ca 35 gånger mera energi än solen vid en effektiv temperatur av ca 9 400 K.
Eta Delphini är en astrometrisk dubbelstjärna och SIMBAD listar den som en variabel stjärna, även om den inte är katalogiserad som sådan i General Catalogue of Variable Stars.